# Mattias Käit
Mattias Käit (ur. 29 czerwca 1998 w Tallinnie) – estoński piłkarz występujący na pozycji pomocnika w rumuńskim klubie Rapid Bukareszt oraz w reprezentacji Estonii.

## Kariera klubowa
Jest wychowankiem Levadii Tallinn, w której rozpoczął karierę w 2006 roku (według innych źródeł do Levadii trafił w 2009 z Kotkas Juunior). W grudniu 2012 przebywał na testach w Everton F.C. W lipcu 2014 podpisał trzyletni kontrakt z Fulham F.C., a w lipcu 2015 podpisał pierwszy zawodowy kontrakt z tą drużyną. W marcu 2017 przedłużył kontrakt z klubem do czerwca 2019. W styczniu 2018 został wypożyczony do Ross County F.C. do końca sezonu. W czerwcu 2019 podpisał trzyletni kontrakt z NK Domžale. 16 września 2021 podpisał kontrakt z klubem FK Bodø/Glimt do końca sezonu 2021 z opcją przedłużenia. W styczniu 2022 podpisał dwuletni kontrakt z Rapidem Bukareszt. W sierpniu 2023 przedłużył kontrakt z klubem do czerwca 2026.

## Kariera reprezentacyjna
Grał w młodzieżowych kadrach Estonii od U-16 do U-23. W seniorskiej reprezentacji Estonii zadebiutował 6 stycznia 2016 w zremisowanym 1:1 meczu ze Szwecją.

## Styl gry
Jest kreatywnym pomocnikiem, który może grać zarówno na skrzydłach, jak i w środku pomocy.

## Życie osobiste
Ma młodszego brata Kristofera, który również jest piłkarzem.

## Osiągnięcia
- Estoński młody piłkarz roku: 2016[20], 2017[21]
- Srebrna Piłka Estonii: 2017[22]